# Кубок Англії з футболу 1976—1977
Кубок Англії з футболу 1976—1977 — 96-й розіграш найстарішого футбольного турніру у світі, Кубка виклику Футбольної Асоціації, також відомого як Кубок Англії. Вчетверте титул здобув Манчестер Юнайтед.

## Перший раунд
| Дата                      | Господарі                 | Рахунок | Гості                    |
| ------------------------- | ------------------------- | ------- | ------------------------ |
| 20 листопада              | Енфілд                    | 0:0     | Гарвіч-енд-Паркстоун     |
| 23 листопада Перегравання | Гарвіч-енд-Паркстоун      | 0:3     | Енфілд                   |
| 20 листопада              | Честер Сіті               | 1:0     | Гартліпул Юнайтед        |
| 20 листопада              | Борнмут                   | 0:0     | Ньюпорт Каунті           |
| 23 листопада Перегравання | Ньюпорт Каунті            | 3:0     | Борнмут                  |
| 20 листопада              | Барроу                    | 0:2     | Гул Таун                 |
| 20 листопада              | Бері                      | 6:0     | Воркінгтон               |
| 20 листопада              | Рочдейл                   | 1:1     | Нортвіч Вікторія         |
| 22 листопада Перегравання | Нортвіч Вікторія          | 0:0     | Рочдейл                  |
| 29 листопада Перегравання | Рочдейл                   | 1:2     | Нортвіч Вікторія         |
| 20 листопада              | Веймут                    | 1:1     | Хітчін Таун              |
| 24 листопада Перегравання | Хітчін Таун               | 2:2     | Веймут                   |
| 29 листопада Перегравання | Веймут                    | 3:3     | Хітчін Таун              |
| 2 грудня Перегравання     | Хітчін Таун               | 3:1     | Веймут                   |
| 20 листопада              | Редінг                    | 1:0     | Вілдстоун                |
| 20 листопада              | Волсолл                   | 0:0     | Бредфорд Сіті            |
| 24 листопада Перегравання | Бредфорд Сіті             | 0:2     | Волсолл                  |
| 20 листопада              | Джиллінгем                | 0:1     | Вотфорд                  |
| 20 листопада              | Шеффілд Венсдей           | 2:0     | Стокпорт Каунті          |
| 20 листопада              | Кру Александра            | 1:1     | Престон Норт-Енд         |
| 23 листопада Перегравання | Престон Норт-Енд          | 2:2     | Кру Александра           |
| 29 листопада Перегравання | Кру Александра            | 0:3     | Престон Норт-Енд         |
| 20 листопада              | Лінкольн Сіті             | 1:0     | Моркем                   |
| 20 листопада              | Стаффорд Рейнджерс        | 0:0     | Галіфакс Таун            |
| 23 листопада Перегравання | Галіфакс Таун             | 1:0     | Стаффорд Рейнджерс       |
| 20 листопада              | Свіндон Таун              | 7:0     | Бромлі                   |
| 20 листопада              | Скарборо                  | 0:0     | Дарлінгтон               |
| 22 листопада Перегравання | Дарлінгтон                | 4:1     | Скарборо                 |
| 20 листопада              | Донкастер Роверз          | 2:2     | Шрусбері Таун            |
| 23 листопада Перегравання | Шрусбері Таун             | 4:3     | Донкастер Роверз         |
| 20 листопада              | Рексем                    | 6:0     | Ґейтсгед Юнайтед         |
| 20 листопада              | Транмер Роверз            | 0:4     | Пітерборо Юнайтед        |
| 20 листопада              | Барнслі                   | 3:1     | Бостон Таун              |
| 20 листопада              | Брентфорд                 | 2:0     | Чешем Юнайтед            |
| 20 листопада              | Крук Таун                 | 1:4     | Нанітон Боро             |
| 20 листопада              | Брайтон енд Гоув Альбіон  | 2:2     | Крістал Пелес            |
| 23 листопада Перегравання | Крістал Пелес             | 1:1     | Брайтон енд Гоув Альбіон |
| 6 грудня Перегравання     | Брайтон енд Гоув Альбіон  | 0:1     | Крістал Пелес            |
| 20 листопада              | Вімблдон                  | 1:0     | Вокінг                   |
| 20 листопада              | Ексетер Сіті              | 1:1     | Саутенд Юнайтед          |
| 22 листопада Перегравання | Саутенд Юнайтед           | 2:1     | Ексетер Сіті             |
| 20 листопада              | Сканторп Юнайтед          | 1:2     | Честерфілд               |
| 20 листопада              | Гаддерсфілд Таун          | 0:0     | Менсфілд Таун            |
| 22 листопада Перегравання | Менсфілд Таун             | 2:1     | Гаддерсфілд Таун         |
| 20 листопада              | Саутпорт                  | 1:2     | Порт Вейл                |
| 20 листопада              | Матлок Таун               | 2:0     | Віган Атлетік            |
| 20 листопада              | Торкі Юнайтед             | 1:2     | Гіллінгдон Боро          |
| 20 листопада              | Кеттерінг Таун            | 1:1     | Оксфорд Юнайтед          |
| 23 листопада Перегравання | Оксфорд Юнайтед           | 0:1     | Кеттерінг Таун           |
| 20 листопада              | Ротергем Юнайтед          | 5:0     | Олтрінгем                |
| 20 листопада              | Олдершот                  | 1:1     | Портсмут                 |
| 23 листопада Перегравання | Портсмут                  | 2:1     | Олдершот                 |
| 20 листопада              | Дройлсден                 | 0:0     | Грімсбі Таун             |
| 23 листопада Перегравання | Грімсбі Таун              | 5:3     | Дройлсден                |
| 20 листопада              | Тутінг-енд-Мітчем Юнайтед | 4:2     | Дартфорд                 |
| 20 листопада              | Дадлі Таун                | 1:1     | Йорк Сіті                |
| 23 листопада Перегравання | Йорк Сіті                 | 4:1     | Дадлі Таун               |
| 20 листопада              | Літергед                  | 2:0     | Нортгемптон Таун         |
| 20 листопада              | Кембридж Юнайтед          | 1:1     | Колчестер Юнайтед        |
| 24 листопада Перегравання | Колчестер Юнайтед         | 2:0     | Кембридж Юнайтед         |
| 20 листопада              | Вотерлувіл                | 1:2     | Вікем Вондерерз          |
| 20 листопада              | Свонсі Сіті               | 0:1     | Майнгед                  |

## Другий раунд
До другого раунду увійшли переможці першого раунду. 
| Дата                   | Господарі         | Рахунок | Гості                     |
| ---------------------- | ----------------- | ------- | ------------------------- |
| 11 грудня              | Честерфілд        | 1:1     | Волсолл                   |
| 14 грудня Перегравання | Волсолл           | 0:0     | Честерфілд                |
| 21 грудня Перегравання | Честерфілд        | 0:1     | Волсолл                   |
| 15 грудня              | Дарлінгтон        | 1:0     | Шеффілд Венсдей           |
| 14 грудня              | Бері              | 0:0     | Шрусбері Таун             |
| 21 грудня Перегравання | Шрусбері Таун     | 2:1     | Бері                      |
| 11 грудня              | Грімсбі Таун      | 0:1     | Честер Сіті               |
| 14 грудня              | Нортвіч Вікторія  | 4:0     | Пітерборо Юнайтед         |
| 11 грудня              | Лінкольн Сіті     | 6:0     | Нанітон Боро              |
| 11 грудня              | Рексем            | 1:1     | Гул Таун                  |
| 14 грудня Перегравання | Гул Таун          | 0:1     | Рексем                    |
| 11 грудня              | Вікем Вондерерз   | 1:2     | Редінг                    |
| 11 грудня              | Портсмут          | 2:1     | Майнгед                   |
| 11 грудня              | Крістал Пелес     | 4:0     | Енфілд                    |
| 11 грудня              | Хітчін Таун       | 1:1     | Свіндон Таун              |
| 21 грудня Перегравання | Свіндон Таун      | 3:1     | Хітчін Таун               |
| 11 грудня              | Саутенд Юнайтед   | 3:0     | Ньюпорт Каунті            |
| 15 грудня              | Менсфілд Таун     | 2:5     | Матлок Таун               |
| 11 грудня              | Порт Вейл         | 3:0     | Барнслі                   |
| 14 грудня              | Галіфакс Таун     | 1:0     | Престон Норт-Енд          |
| 11 грудня              | Кеттерінг Таун    | 1:0     | Тутінг-енд-Мітчем Юнайтед |
| 11 грудня              | Ротергем Юнайтед  | 0:0     | Йорк Сіті                 |
| 14 грудня Перегравання | Йорк Сіті         | 1:1     | Ротергем Юнайтед          |
| 21 грудня Перегравання | Ротергем Юнайтед  | 2:1     | Йорк Сіті                 |
| 20 грудня              | Колчестер Юнайтед | 3:2     | Брентфорд                 |
| 14 грудня              | Літергед          | 1:3     | Вімблдон                  |
| 11 грудня              | Гіллінгдон Боро   | 2:3     | Вотфорд                   |

## Третій раунд
| Дата                  | Господарі               | Рахунок | Гості                |
| --------------------- | ----------------------- | ------- | -------------------- |
| 8 січня               | Блекпул                 | 0:0     | Дербі Каунті         |
| 19 січня Перегравання | Дербі Каунті            | 3:2     | Блекпул              |
| 8 січня               | Дарлінгтон              | 2:2     | Лейтон Орієнт        |
| 11 січня Перегравання | Лейтон Орієнт           | 0:0     | Дарлінгтон           |
| 17 січня Перегравання | Дарлінгтон              | 0:3     | Лейтон Орієнт        |
| 8 січня               | Бернлі                  | 2:2     | Лінкольн Сіті        |
| 12 січня Перегравання | Лінкольн Сіті           | 0:1     | Бернлі               |
| 8 січня               | Ліверпуль               | 0:0     | Крістал Пелес        |
| 11 січня Перегравання | Крістал Пелес           | 2:3     | Ліверпуль            |
| 8 січня               | Саутгемптон             | 1:1     | Челсі                |
| 12 січня Перегравання | Челсі                   | 0:3     | Саутгемптон          |
| 8 січня               | Лестер Сіті             | 0:1     | Астон Вілла          |
| 8 січня               | Ноттс Каунті            | 0:1     | Арсенал              |
| 8 січня               | Ноттінгем Форест        | 1:1     | Бристоль Роверз      |
| 11 січня Перегравання | Бристоль Роверз         | 1:1     | Ноттінгем Форест     |
| 18 січня Перегравання | Ноттінгем Форест        | 6:0     | Бристоль Роверз      |
| 8 січня               | Нортвіч Вікторія        | 3:2     | Вотфорд              |
| 8 січня               | Вулвергемптон Вондерерз | 3:2     | Ротергем Юнайтед     |
| 8 січня               | Сандерленд              | 2:2     | Рексем               |
| 11 січня Перегравання | Рексем                  | 1:0     | Сандерленд           |
| 8 січня               | Евертон                 | 2:0     | Сток Сіті            |
| 8 січня               | Шеффілд Юнайтед         | 0:0     | Ньюкасл Юнайтед      |
| 24 січня Перегравання | Ньюкасл Юнайтед         | 3:1     | Шеффілд Юнайтед      |
| 8 січня               | Іпсвіч Таун             | 4:1     | Бристоль Сіті        |
| 8 січня               | Манчестер Сіті          | 1:1     | Вест-Бромвіч Альбіон |
| 11 січня Перегравання | Вест-Бромвіч Альбіон    | 0:1     | Манчестер Сіті       |
| 8 січня               | Квінз Парк Рейнджерс    | 2:1     | Шрусбері Таун        |
| 8 січня               | Фулгем                  | 3:3     | Свіндон Таун         |
| 11 січня Перегравання | Свіндон Таун            | 5:0     | Фулгем               |
| 8 січня               | Ковентрі Сіті           | 1:0     | Міллволл             |
| 8 січня               | Вест Гем Юнайтед        | 2:1     | Болтон Вондерерз     |
| 8 січня               | Манчестер Юнайтед       | 1:0     | Волсолл              |
| 8 січня               | Галл Сіті               | 1:1     | Порт Вейл            |
| 10 січня Перегравання | Порт Вейл               | 3:1     | Галл Сіті            |
| 8 січня               | Карлайл Юнайтед         | 5:1     | Матлок Таун          |
| 8 січня               | Олдем Атлетік           | 3:0     | Плімут Аргайл        |
| 8 січня               | Вімблдон                | 0:0     | Мідлсбро             |
| 11 січня Перегравання | Мідлсбро                | 1:0     | Вімблдон             |
| 8 січня               | Саутенд Юнайтед         | 0:4     | Честер Сіті          |
| 8 січня               | Кардіфф Сіті            | 1:0     | Тоттенгем Готспур    |
| 8 січня               | Галіфакс Таун           | 0:1     | Лутон Таун           |
| 8 січня               | Чарльтон Атлетік        | 1:1     | Блекберн Роверз      |
| 12 січня Перегравання | Блекберн Роверз         | 2:0     | Чарльтон Атлетік     |
| 8 січня               | Лідс Юнайтед            | 5:2     | Норвіч Сіті          |
| 8 січня               | Герефорд Юнайтед        | 1:0     | Редінг               |
| 8 січня               | Кеттерінг Таун          | 2:3     | Колчестер Юнайтед    |
| 8 січня               | Бірмінгем Сіті          | 1:0     | Портсмут             |

## Четвертий раунд
У цьому раунді зіграли переможці попереднього етапу.
| Дата                  | Господарі               | Рахунок | Гості                   |
| --------------------- | ----------------------- | ------- | ----------------------- |
| 29 січня              | Честер Сіті             | 1:0     | Лутон Таун              |
| 29 січня              | Ліверпуль               | 3:0     | Карлайл Юнайтед         |
| 29 січня              | Ноттінгем Форест        | 3:3     | Саутгемптон             |
| 1 лютого Перегравання | Саутгемптон             | 2:1     | Ноттінгем Форест        |
| 29 січня              | Блекберн Роверз         | 3:0     | Лейтон Орієнт           |
| 29 січня              | Астон Вілла             | 3:0     | Вест Гем Юнайтед        |
| 29 січня              | Нортвіч Вікторія        | 1:3     | Олдем Атлетік           |
| 29 січня              | Мідлсбро                | 4:0     | Герефорд Юнайтед        |
| 29 січня              | Свіндон Таун            | 2:2     | Евертон                 |
| 1 лютого Перегравання | Евертон                 | 2:1     | Свіндон Таун            |
| 29 січня              | Іпсвіч Таун             | 2:2     | Вулвергемптон Вондерерз |
| 2 лютого Перегравання | Вулвергемптон Вондерерз | 1:0     | Іпсвіч Таун             |
| 29 січня              | Ньюкасл Юнайтед         | 1:3     | Манчестер Сіті          |
| 29 січня              | Манчестер Юнайтед       | 1:0     | Квінз Парк Рейнджерс    |
| 29 січня              | Кардіфф Сіті            | 3:2     | Рексем                  |
| 29 січня              | Порт Вейл               | 2:1     | Бернлі                  |
| 29 січня              | Арсенал                 | 3:1     | Ковентрі Сіті           |
| 29 січня              | Колчестер Юнайтед       | 1:1     | Дербі Каунті            |
| 2 лютого Перегравання | Дербі Каунті            | 1:0     | Колчестер Юнайтед       |
| 29 січня              | Бірмінгем Сіті          | 1:2     | Лідс Юнайтед            |

## П'ятий раунд
На цьому етапі зіграли переможці попереднього раунду.
| Дата                   | Господарі               | Рахунок | Гості             |
| ---------------------- | ----------------------- | ------- | ----------------- |
| 26 лютого              | Ліверпуль               | 3:1     | Олдем Атлетік     |
| 26 лютого              | Саутгемптон             | 2:2     | Манчестер Юнайтед |
| 8 березня Перегравання | Манчестер Юнайтед       | 2:1     | Саутгемптон       |
| 26 лютого              | Астон Вілла             | 3:0     | Порт Вейл         |
| 26 лютого              | Вулвергемптон Вондерерз | 1:0     | Честер Сіті       |
| 26 лютого              | Мідлсбро                | 4:1     | Арсенал           |
| 26 лютого              | Дербі Каунті            | 3:1     | Блекберн Роверз   |
| 26 лютого              | Кардіфф Сіті            | 1:2     | Евертон           |
| 26 лютого              | Лідс Юнайтед            | 1:0     | Манчестер Сіті    |

## Шостий раунд
На цьому етапі зіграли переможці попереднього раунду.
| Дата       | Господарі               | Рахунок | Гості        |
| ---------- | ----------------------- | ------- | ------------ |
| 19 березня | Ліверпуль               | 2:0     | Мідлсбро     |
| 19 березня | Манчестер Юнайтед       | 2:1     | Астон Вілла  |
| 19 березня | Вулвергемптон Вондерерз | 0:1     | Лідс Юнайтед |
| 19 березня | Евертон                 | 2:0     | Дербі Каунті |

## Півфінали
У півфіналах зіграли команди, що перемогли на попередньому етапі.
| Дата                   | Господарі         | Рахунок | Гості        |
| ---------------------- | ----------------- | ------- | ------------ |
| 23 квітня              | Ліверпуль         | 2:2     | Евертон      |
| 8 березня Перегравання | Евертон           | 0:3     | Ліверпуль    |
| 23 квітня              | Манчестер Юнайтед | 2:1     | Лідс Юнайтед |

## Фінал
| 21 травня 1977 15:00 BST |

| Ліверпуль | 1:2      | Манчестер Юнайтед           |
| --------- | -------- | --------------------------- |
| Кейс 53'  | Протокол | Пірсон 51' Дж. Грінгофф 55' |

| Вемблі, Лондон Глядачів: 99 252 Арбітр: Боб Меттьюсон |